# Пономарёв, Андрей Владимирович
Андрей Владимирович Пономарёв (род. 24 января 1980) — российский хоккеист, нападающий.

## Биография
Воспитанник воскресенского «Химика». Выступал за команды «Сокол» Луховицы (1997/98), «Химик» (1997/98 — 2003/04, 2006/07, 2009/10), «Кристалл» Электросталь (2004/05), «Спартак» Москва (2004/05, 2005/06), «Витязь» Чехов (2004/05), «Сибирь» и «Сибирь-2» (2006/07), «Молот-Прикамье» (2007/08 — 2008/09), «Рязань» и «Владимир» (2010/11).